# Onthophagus quetzalis
Onthophagus quetzalis är en skalbaggsart som beskrevs av Henry Fuller Howden och Gill 1993. Onthophagus quetzalis ingår i släktet Onthophagus och familjen bladhorningar. Inga underarter finns listade i Catalogue of Life.